# Françoise Matthey
 (mars 2024).
Si vous disposez d'ouvrages ou d'articles de référence ou si vous connaissez des sites web de qualité traitant du thème abordé ici, merci de compléter l'article en donnant les références utiles à sa vérifiabilité et en les liant à la section « Notes et références ».
Françoise Matthey, née à Strasbourg le 16 août 1949, est une éducatrice spécialisée, bibliothécaire, médiathécaire, écrivain et poète vaudoise.

## Biographie
Après avoir exercé la profession d'éducatrice spécialisée, elle devient bibliothécaire puis médiathécaire à l'Office fédéral du sport de Macolin.[réf. nécessaire]
Au début des années 1990, Françoise Matthey voit un de ses textes publié dans la revue Intervalles. En 1995, grâce à son récit intitulé Le vivant jusqu'à la pierre, elle est récompensée par le canton de Berne qui lui décerne un Prix d'encouragement.[réf. nécessaire]
Auteure de plusieurs recueils de poésie, La première parole (1990), De feu de miel (1994), Françoise Matthey remporte le Prix Schiller pour son dernier poème à la mémoire d'une amie tragiquement disparue, Comme Ophélie prenait dans l'eau sa force.[réf. nécessaire]

## Œuvres
- La première Parole (1990), récit, L'Aire bleue
- De Feu De Miel (1994), Éditions Empreintes
- Le vivant, jusqu'à la pierre (1995), Canevas Éditeur
- Comme Ophélie prenait dans l'eau sa force (2000), Éditions Empreintes
- Moins avec mes mains qu'avec le ciel (2003), Éditions Empreintes
- Pour qu'au loin s'élargisse l'estuaire (2004), Éditions de l'Aire
- L'or dans la poussière  des seuils (2009), Éditions Empreintes
- Le Transparent (2013), Éditions de l'Aire
- Avec la connivence des embruns (2016), Éditions Empreintes
- À la croisée des brides (2016), Éditions de l'Aire
- La Première Parole (2018), L'Aire bleue
- L'obscurité diaphane (2019), Couleurs d'encre
- Dans la lumière oblique (2019), L'Aire bleue
- L'Arche des fous (2021), Éditions de l'Aire
- Feux de sauge (2021), Éditions de l'Aire
- À peine un petit mouchoir bleu (2023), Éditions de l'Aire

## Musique
- Robert Pascal (1952-2022) : d'une fertile vacuité pour récitant(e), soprano, violoncelle, accordéon et piano (2017). Livret : Françoise Matthey. Prix de Composition du Concours Pierre Jean Jouve 2017.
- Adrien Tsilogiannis : Pour percevoir le timbre végétal, accordéon et piano (2019). Inspiré par un poème dans « Avec la connivences des embruns », Éditions Empreintes, 2016.

## Sources
- « Françoise Matthey », sur la base de données des personnalités vaudoises sur la plateforme « Patrinum » de la Bibliothèque cantonale et universitaire de Lausanne.
- Anne-Lise Delacrétaz, Daniel Maggetti, Écrivaines et écrivains d'aujourd'hui, p. 258, courriel de l'auteure
- Françoise Matthey
- A D S - Autorinnen und Autoren der Schweiz - Autrices et Auteurs de Suisse - Autrici ed Autori della Svizzera